# Amaimon jezik
Amaimon jezik (ISO 639-3: ali), jedan od 22 pihom jezika unutar koje čini istoimenu samostalnu podskupinu čiji je jedini predstavnik.
Amaimonom govori 1 780 ljudi (2003 SIL) na području provincije Madang u Papui Novoj Gvineji.

## Vanjske poveznice
- Ethnologue (14th)
- Ethnologue (15th)